# FXOpen (e스포츠)
FXOpen은 오스트레일리아의 기업인 FXOpen이 창설한 스타크래프트 II 프로게임단이었다. 유럽의 게임단으로 시작되었으며 북미와 대한민국에 있는 게임단이 서로 분리되어 운영되었다.

## 개요
2007년 12월 외환 거래 기업인 FXOpen이 프로게임단을 창단, FXOpen e-Sports팀을 만들었다.
2009년 7월 18일 한국 스타크래프트2 프로게임단 fOu와 팀을 병합하였다. 이후 fOu는 FXOkorea로 활동하다가 2011년 8월 16일 FXOpen으로 팀명을 변경하여 활동했다.
2012년 10월 28일 북미의 해외팀인 Legion Gaming을 합병하며 FXOpen의 북미 게임단인 FXO.USA를 신설하였다.
2013년 4월 9일 FXOpen의 유럽 팀인 FXO.EU의 소속 선수들이 우크라이나의 게임단인 Natus Vincere로 합병되면서 유럽 지부는 사라졌다.
2013년 8월 15일 FXOpen의 북미 팀인 FXO.USA도 해체되었다.
2013년 11월 1일 FXOpen의 한국 팀이 FXOpen과의 스폰서 계약 만료로 다시 fOu로 팀명을 변경하면서 한국 지부도 사라지면서 이로써 FXOpen은 완전히 해체되었다.

## 주요 성적

### 스타크래프트 II
- 2012 IPL Team Arena Challenge 2 4위
- 2012 GSTL Season 1 4강
- 2012 핫식스 글로벌 스타크래프트 II 팀 리그 시즌 2 우승 (vs 5:0 SlayerS)
- 2012 핫식스 글로벌 스타크래프트 II 팀 리그 시즌 3 우승 (vs 5:3 MVP)
- 2013 HotS GSTL Pre Season 4강

### 도타 2
- 2013년 도타2 '넥슨 스타터리그'(NSL) 우승

## 주요 종목
- 스타크래프트 II
- 도타 2
- 리그 오브 레전드